# François-Antoine Bossuet
François-Antoine Bossuet (Ypres, 21 de agosto de 1798 - Bruselas, 28 de septiembre de 1889) fue un pintor belga, conocido principalmente por sus representaciones de ciudades y paisajes de Italia y España. Continuando la tradición de los pintores y viajeros románticos europeos que sentían una gran fascinación por España, visitó diferentes ciudades de Andalucía y sus principales monumentos, como La Alhambra de Granada.  En 1855 fue nombrado profesor de la Academia de Bellas Artes de Bruselas, puesto que ocupó hasta 1876. 
Sus obras son abundantes y muy apreciadas por su precisión, la exactitud de la perspectiva y los efectos de luz, pueden contemplarse en el Real Museo de Bellas Artes de Amberes, los Museos Reales de Bellas Artes de Bélgica en Bruselas, el Victoria and Albert Museum de  Londres y colecciones particulares, como la colección Bellver de Sevilla.

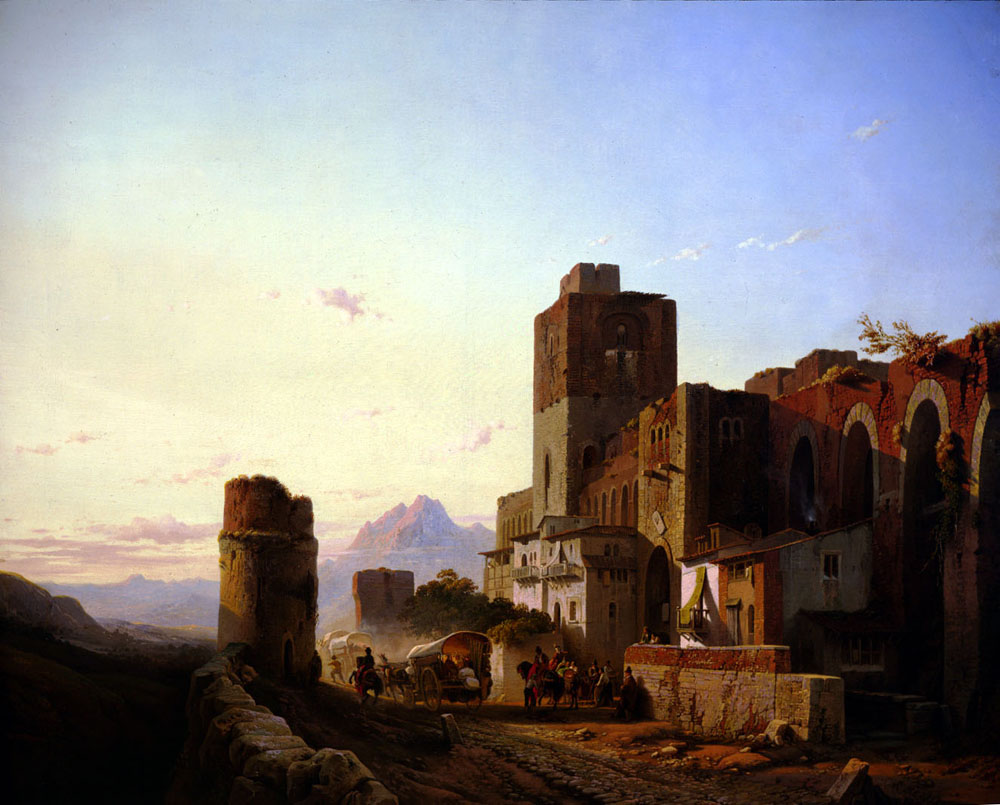
Ciudad española
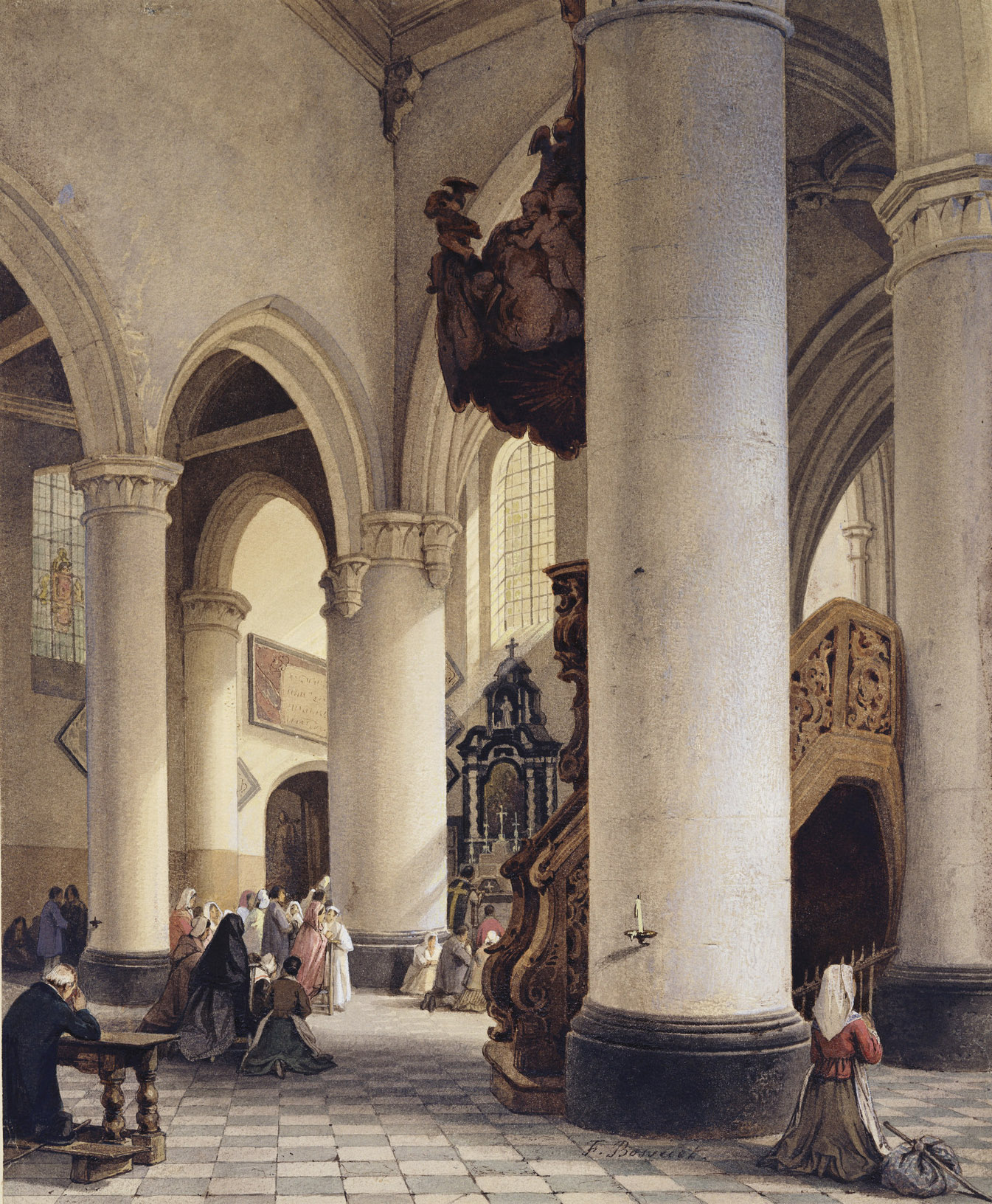
Laeken
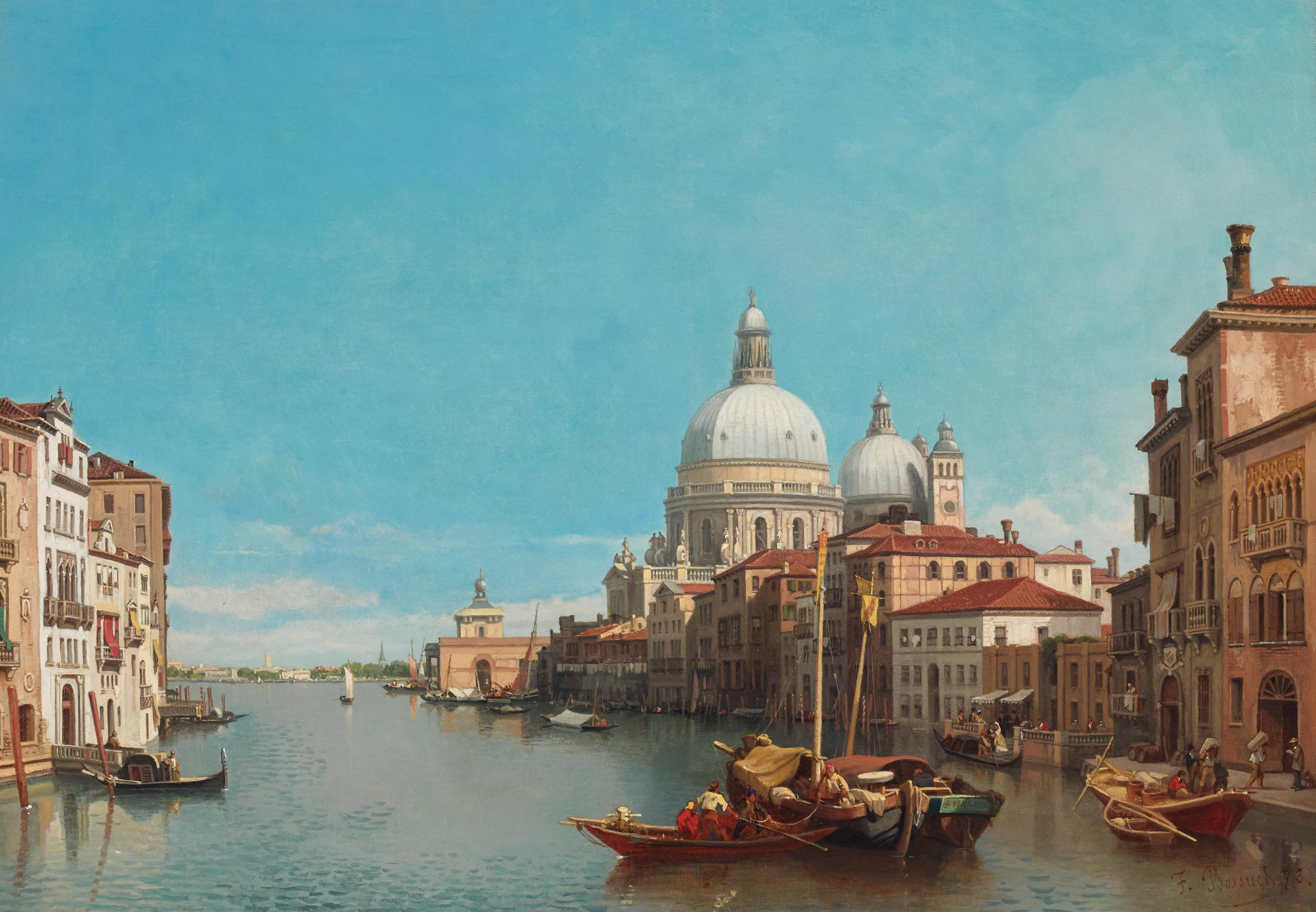
Venecia